# Moherowe berety (album)
Moherowe berety – album zespołu Big Cyc wydany w 2006 roku. Okładka legalnie sprzedawanego albumu opatrzona jest nalepką z hasłem „Płyta zakazana w IV RP”. Oprócz 12 ścieżek na płycie znalazł się teledysk do tytułowej piosenki,Moherowe berety, zrealizowany przez Sabina Kluszczyńskiego z Heavy Vision. W nagraniu piosenek „Mówi Bagdad” i „I ty będziesz miał 40 lat” gościnnie wziął udział gitarzysta Marek Szajda.

## Lista utworów
| 1.  | Atakują klony                                                       | 03:05 |
|     |                                                                     |       |
| 2.  | Moherowe berety                                                     | 03:46 |
|     |                                                                     |       |
| 3.  | Złodzieje                                                           | 02:34 |
|     |                                                                     |       |
| 4.  | Mówi Bagdad                                                         | 03:05 |
|     |                                                                     |       |
| 5.  | Tajni agenci                                                        | 02:14 |
|     |                                                                     |       |
| 6.  | I ty będziesz miał 40 lat                                           | 02:11 |
|     |                                                                     |       |
| 7.  | Pechowy jak Polak                                                   | 03:35 |
|     |                                                                     |       |
| 8.  | Dyktator                                                            | 02:20 |
|     |                                                                     |       |
| 9.  | Bazooka                                                             | 03:20 |
|     |                                                                     |       |
| 10. | Błysk                                                               | 02:31 |
|     |                                                                     |       |
| 11. | Mój komputer                                                        | 03:05 |
|     |                                                                     |       |
| 12. | Granice                                                             | 06:28 |
|     |                                                                     |       |
| 13. | Moherowe berety - teledysk (Reż. Sabin Kluszczyński, Heavy Visions) |       |
|     |                                                                     |       |
|     |                                                                     | 38:14 |
|     |                                                                     |       |

## Skład
- Jacek Jędrzejak – gitara basowa, śpiew
- Roman Lechowicz „Piękny Roman” – gitara, śpiew
- Jarosław Lis „Jerry” – perkusja, śpiew
- Krzysztof Skiba – śpiew

gościnnie
- Marek Szajda – gitara (4, 6)

## Pozycje na listach
| Lista | Kraj   | Pozycja |
| ----- | ------ | ------- |
| OLiS  | Polska | 6       |